# الخلاف حول هوية مكتشف هاوميا
كان هاوميا أول الكواكب القزمة المُكتشفة المُعترف بها من قبل الاتحاد الفلكي الدولي (آي إيه يو) منذ اكتشاف بلوتو في عام 1930. تأخرت تسميته ككوكب قزم لعدة سنوات بسبب الجدل حول مُكتشفه الحقيقي. كان فريق من معهد كاليفورنيا للتقنية (كالتيك) برئاسة مايكل إي براون أول من رصد هذا الجرم، لكن كان أول من أعلن عن اكتشافه فريق إسباني برئاسة خوسيه لويس أورتيز مورينو، وعادةً يُنسب الاكتشاف لأول من يفعل ذلك. اتهم براون الفريق الإسباني بالاحتيال، باستخدامهم عمليات رصد فريق كالتيك دون نسبها إليهم، بينما اتهم فريق أورتيز الفريق الأمريكي بالتدخل السياسي مع الاتحاد الفلكي الدولي (آي إيه يو). اعترف الاتحاد الفلكي الدولي رسميًا بالاسم المُقترح من قِبل فريق كالتيك، هاوميا، عوضًا عن الاسم الذي اقترحه الفريق الإسباني، أتاتشينا، في سبتمبر 2008.

## الاكتشاف والإعلان

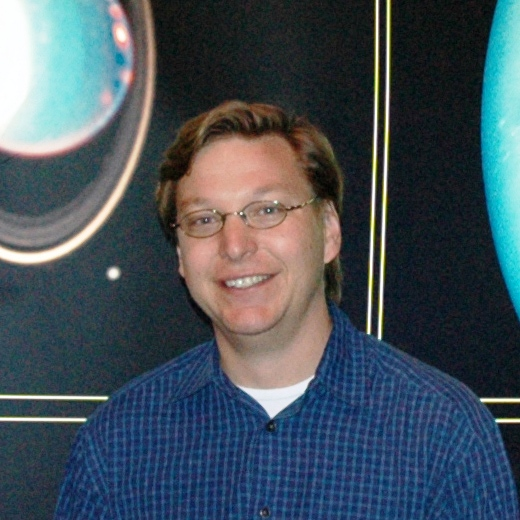
مايكل إي براون

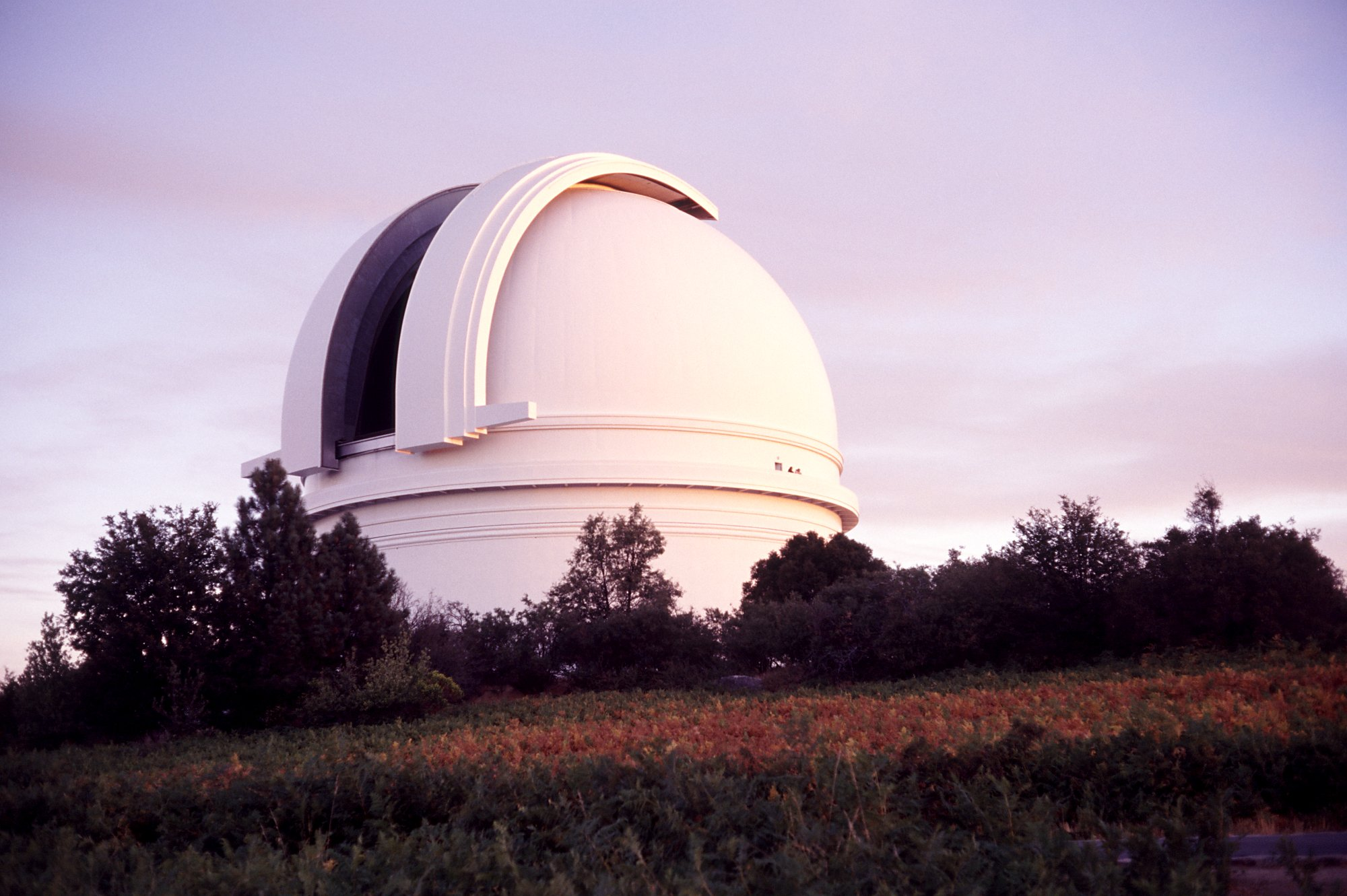
يعود تاريخ أولى صور بيانات رصد سابقة الاستنباط لهاوميا إلى عام 1955 في مرصد بالومار

في 28 ديسمبر 2004، اكتشف مايك براون وفريقه هاوميا في صور التقطوها باستخدام تلسكوب سمارتس الذي يتمتع بقطر 1.3 متر في مرصد بالومار في الولايات المتحدة في 6 مايو 2004، بينما كانوا يبحثون عما أملو أن يكون الكوكب العاشر. استخدم فريق اكتشاف كالتيك لقب «سانتا» فيما بينهم للإشارة إلى الجرم، لأنهم اكتشفوا هاوميا في 28 ديسمبر 2004، بعد عيد الميلاد مباشرة. مع ذلك، كان من الواضح أنه أصغر من أن يكون كوكبًا، لأنه كان أصغر بكثير من بلوتو، ولم يعلن براون عن الاكتشاف. بدلًا من ذلك، أبقاه سرًا، إلى جانب العديد من الأجرام الوراء نبتونية (تي إن أو) الكبيرة الأخرى، بانتظار عمليات رصد إضافية لتحديد طبيعتها بشكل أفضل. عندما اكتشف فريقه أقمار هاوميا، أدركوا أن هاوميا كان أكثر صخريةً من أجرام تي إن أو الأخرى، وأن أقماره كانت على الأرجح جليدية. ثم اكتشفوا عائلة صغيرة من أجرام تي إن أو الجليدية القريبة، واستنتجوا أنها بقايا وشاح هاوميا الجليدي، التي تناثرت نتيجة حدوث اصطدام. في 7 يوليو 2005، بينما كان في خضم إنهاء كتابة البحث الخاصة بالاكتشاف، وُلدت ابنة براون، ليلى، الأمر الذي أخر الإعلان أكثر. في 20 يوليو، نشر فريق كالتيك ملخصًا للتقرير على الإنترنت بهدف الإعلان عن الاكتشاف خلال مؤتمر في سبتمبر التالي. في ذلك المُلخص، أطلق الفريق رمز كيه 40506 إيه على هاوميا.
في ذلك الوقت تقريبًا، ادعى بابلو سانتوس سانز، أحد طلاب خوسيه لويس أورتيز مورينو في معهد الفيزياء الفلكية في أندلسيا في مرصد سييرا نيفادا في جنوب إسبانيا، أنه قام بفحص أرشيف الصور المتراكمة التي بدأ فريق أورتيز بالتقاطها في ديسمبر 2002. قال إنه اكتشف هاوميا في أواخر يوليو 2005، في صور التُقطت في 7 و 9 و10 مارس 2003. قال أيضًا إنه أثناء تحققه من كونه جرمًا معروفًا، قرأ الفريق ملخص براون على الإنترنت، الذي يصف تي إن أو ساطعًا مثل الذي اكتشفوه للتو. عن طريق البحث على غوغل عن الرقم المرجعي للجُرم، كيه 40506 إيه، في صباح 26 يوليو، وجدوا سجلات رصد هاوميا الخاصة بكالتيك، ولكن وفقًا لحسابهم، فإن هذه السجلات تحتوي على معلومات قليلة جدًا لم تسمح لأورتيز بمعرفة أنه كان نفس الجرم. تحقق فريق أورتيز أيضًا من مركز الكواكب الصغيرة (إم بي سي)، الذي لم تكن لديه أي سجلات عن الجرم. رغبةً في الحصول على الأسبقية، أرسلوا بريدًا إلكترونيًا إلى إم بّي سي للإعلان عن اكتشافهم ليلة 27 يوليو 2005، في بحثٍ يحمل عنوان اكتشاف تي إن أو كبير، عاجل، دون الإشارة إلى سجلات كالتيك. في صباح اليوم التالي، اطلعوا مرة أخرى على سجلات كالتيك، بما في ذلك عمليات الرصد من عدة ليالٍ إضافية. ثم طلبوا من راينر ستوس من المرصد الفلكي للهواة في ميورقة القيام بمزيد من عمليات الرصد. عثر ستوس على صور من بيانات رصد سابقة الاستنباط لهاوميا في شرائح رصد مُرقمنة تعود لمرصد بالومار من عام 1955، وحدد موقع هاوميا بواسطة تلسكوبه الخاص في تلك الليلة، 28 يوليو. وفي غضون ساعة، قدم فريق أورتيز تقريرًا ثانيًا إلى إم بي سي يتضمن هذه البيانات الجديدة. مرة أخرى، دون الإشارة إلى سجلات كالتيك. نُشرت البيانات من قبل إم بي سي في 29 يوليو.
في بيان صحفي في نفس اليوم، أطلق فريق أورتيز على هاوميا اسم الكوكب العاشر. في 29 يوليو 2005، مُنح هاوميا بشكل مؤقت أول اسم رسمي له، 2003 إي إل61، إذ يشير الرقم 2003 إلى تاريخ صورة الاكتشاف الإسبانية. في 7 سبتمبر 2006، رُقم وأُدرج في فهرس الكواكب الصغيرة الرسمي باسم (136108) 2003 إي إل 61.

## رد الفعل على الإعلان
في نفس يوم نشر البحث في إم بي سي، أعلنت مجموعة براون عن اكتشاف جسم آخر في حزام كايبر، يُعرف باسم إريس، أكثر بعدًا وسطوعًا (وأكبر على ما يبدو) من بلوتو، باعتباره الكوكب العاشر. كان الإعلان أبكر من الموعد المُخطط لإحباط احتمال وقوع أحداث مماثلة مع هذا الاكتشاف، عندما أخبرهم إم بي سي أن بيانات الرصد الخاصة بهم كانت متاحة بشكل عام، وبعد إدراكهم أن ذلك لم ينطبق على بيانات هاوميا فحسب بل وعلى بيانات إيريس الخاصة بهم. في نفس اليوم الذي أعلن فيه أورتيز عن اكتشاف هاوميا، قدم براون مسودته الخاصة بالبيانات عن أول أقمار هوميا التي اكتشفها في 26 يناير 2005، إلى المجلة الفيزيائية الفلكية.
على الرغم من خيبة أمل براون من تأخره، فقد هنأ فريق أورتيز على اكتشافهم. اعتذر عن خطف الأضواء من إعلانهم عن هاوميا بإعلانه عن إيريس على الفور، وأوضح أن شخصًا ما قد دخل إلى بياناته وقد خشي أن يسبقه أحد آخر مرة أخرى. لم يتطوع أورتيز ليعترف أنه كان من استعمل بياناته. عندما علم من سجلات خادم الويب أن من اطلع إلى بياناته كان يستعمل جهاز حاسوب في مرصد سييرا نيفادا في اليوم السابق لإعلان الاكتشاف -تضمنت السجلات معلومات كافية للسماح لفريق أورتيز باستعمال بيانات هاوميا السابقة لاستنباط صورهم عام 2003- اشتبه براون باحتيالهم عليه. أرسل بريدًا إلكترونيًا إلى أورتيز  في 9 أغسطس مطالبًا بتفسير. رد أورتيز قائلًا إن ميل براون لـ إخفاء الأجرام التي يكتشفها أدى إلى نبذ علماء الفلك الآخرين وإلحاق الضرر بالعلم.
في 15 أغسطس قدم فريق كالتيك شكوى رسمية إلى آي إيه يو، متهمًا فريق أورتيز بارتكابهم انتهاكًا خطيرًا للأخلاقيات العلمية بسبب عدم اعترافهم باستخدامهم بيانات كالتيك، وطلب من إم بي سي تجريدهم من أحقية الاكتشاف. اعترف أورتيز في وقت لاحق أنه اطلع على سجلات رصد كالتيك لكنه نفى ارتكاب أي مخالفات، مشيرًا إلى أن ذلك كان مجرد جزء من تحققه من صحة اكتشافهم لجرم جديد. بدأ براون بالشك مما إذا كان الفريق الإسباني قد حدد بالفعل هاوميا قبل أن يطلعوا على ملخصه وسجلات تلسكوبه، مشيرًا إلى أن فريق أورتيز ادعوا أنهم لم ينشروا بياناتهم لمدة 28 شهرًا حتى قام براون بنشر ملخصه، ثم حددوا هاوميا بالصدفة خلال الست أيام السابقة لاطلاعهم على بياناته.